# Шибине
Шибине су насељено мјесто на подручју града Глине, Банија, Република Хрватска.

## Историја
Шибине су се од распада Југославије до августа 1995. године налазиле у Републици Српској Крајини.

## Становништво
На попису становништва из 2001. године насеље је имало 39 становника са 19 домова. На попису становништва из 2011. године насеље је имало 28 становника.
| Националност       | 1991. | 1981. | 1971. | 1961. |
| Срби               | 175   | 223   | 257   | 295   |
| Југословени        |       | 5     |       |       |
| Хрвати             | 1     |       | 6     |       |
| остали и непознато | 1     | 4     |       |       |
| Укупно             | 177   | 232   | 263   | 295   |

| Демографија | Демографија | Демографија |
| Година      | Становника  | Становника  |
| ----------- | ----------- | ----------- |
| 1961.       | 295         |             |
| 1971.       | 263         |             |
| 1981.       | 232         |             |
| 1991.       | 177         |             |
| 2001.       | 39          |             |
| 2011.       |             | 28          |